# Idegenforgalmi szálláshely
Az idegenforgalomban a legpontosabban követhető a tartózkodási idő. Ez az idegenforgalmi szálláshelyeken lehetséges. Ezek közé tartoznak a kereskedelmi szálláshelyek. Ezeket bárki térítés ellenében igénybe veheti. Ide tartoznak a szociálturisztikai  szálláshelyek, amelyekben csak beutalóval lehet tartózkodni.

## Szálloda
Szállodának nevezzük mindazon kereskedelmi jellegű közhasznú szálláshelyeket, amelyek a turizmusban (idegenforgalomban) résztvevők részére átmeneti szállást, ehhez kapcsolódó ellátást, szolgáltatást nyújtanak és megfelelnek a szállodai osztályba sorolás követelményeinek.
Rendeltetés szerinti csoportosításuk:
- Városi szálloda: A vendég rendszerint rövid időt tölt el benne, főleg éjszakát. Átmeneti otthonnak minősül.
- Üdülő és sportszálloda: Az itt tartózkodás huzamosabb idejű. (Általában 8 nap.) Rendszerint családok veszik igénybe, ezért a több ágyas szobákra van igény. Gondolni kell a napközbeni időtöltés lehetőségének a megteremtésére. Lehet állandóan nyitvatartó vagy idényjellegű szálloda.
- Gyógyszálloda: Ez nem kórház, vagy szanatórium. A házban vagy a környékén gyógyfürdési lehetőség van. Szigorú orvosi előírások. Lehetőség szerinti kezelések (súly-, kádfürdő, masszázs, iszappakolás, kvarcolás, fénykezelés). Egyéni és csoportos szórakozási lehetőség biztosítása (tv, kártya, társalgó, olvasószoba, tánczene, városnézés)

Bővebben róla a szálloda című szócikkben.

## Más kereskedelmi szálláshelyek
A kereskedelmi szálláshelyek olyan idegenforgalmi szálláshelyek, amelyet bárki elszállásolási és tartózkodási céllal, igénybe vehet megállapodás szerinti szobaár mellett. Üzletszerűen működve jövedelemszerző törekvéseiket érvényesítik, függetlenül attól, hogy egész évben vagy csak szezonálisan működnek.

### Motel (szálláshely)
Fajtái:
-   út menti motel: Főforgalmi utak mentén néhány szobával rendelkeznek. Jó parkolási lehetőséggel rendelkeznek, Lefoglalásuk egy-egy éjszakára történik.
-	üdülőmotel: Kiránduló helyen lehetőség van hosszabb tartózkodási helyre. Szolgáltatásai az üdülőszállodához hasonlóak.
-	Elővárosi illetve városszéli motel: Létre jöttüket az általános garázshiány motiválja. Csendesebbek, olcsóbbak, mint a település központokban. Nagyvárosok kertes övezeteiben vagy azok környékén létesülnek,
-	Városi motel: Nagyvárosok belterületein találhatók garázsbiztosítással.

### Panzió
Csak egy épületrészt betölt néhány vendégszobával, rendelkezik. Étkezővel rendelkező kisüzem. Teljes vagy részleges ellátást ad. Régebben családi vállalkozásban létezett.

### Kemping
Nyáron szerényebb igényű, a természetet kedvelő, lakókocsikkal utazóknak nyújtanak szálláslehetőséget. (sátor, lakókocsi, faház) Közművekkel ellátott táborozó helyek.

## Fizetővendéglátás
A lakások és az üdülők vagy azok egy részének valamint a hozzátartozó mellékhelyiségek és területeknek (kert) az arra jogosult szerv közvetítésével vagy e nélkül szállás céljaira ellenszolgáltatásért való használatba adása. Ezeket a helyiségeket is osztályba sorolják a szobák minősége, alapterülete, külön választhatósága, a forgalmas központoktól való távolsága, higiéniás berendezései, fűtési lehetőségei figyelembe vételével. Az árai szabad árformába tartóznak. Az I.-től a III.-ik osztályig sorolják be őket.

### Magánszálló
Ez nem szálloda. Közlekedési eszközökön szállodai illetve vendéglátó szolgáltatásokat nyújtanak. (utasszállító hajó, hálókocsi, cousett, repülő szálloda, rotel /mozgó autóbusz-szálló/)

### Egyéb szálláshelyek
Csak hasonló a szállodai üzemeltetéshez. Például: a munkásszálló (lakóhelyüktől távol dolgozóknak), turistaház (egy-két ágyas elhelyezés vagy csoportos szobákban), ifjúsági szálló (több ágyas szobákban turistaházhoz hasonló szolgáltatások), táborozás (sátorban).

## Külső hivatkozások
- Ingyen szállás - kanapészörf